# Transat AG2R

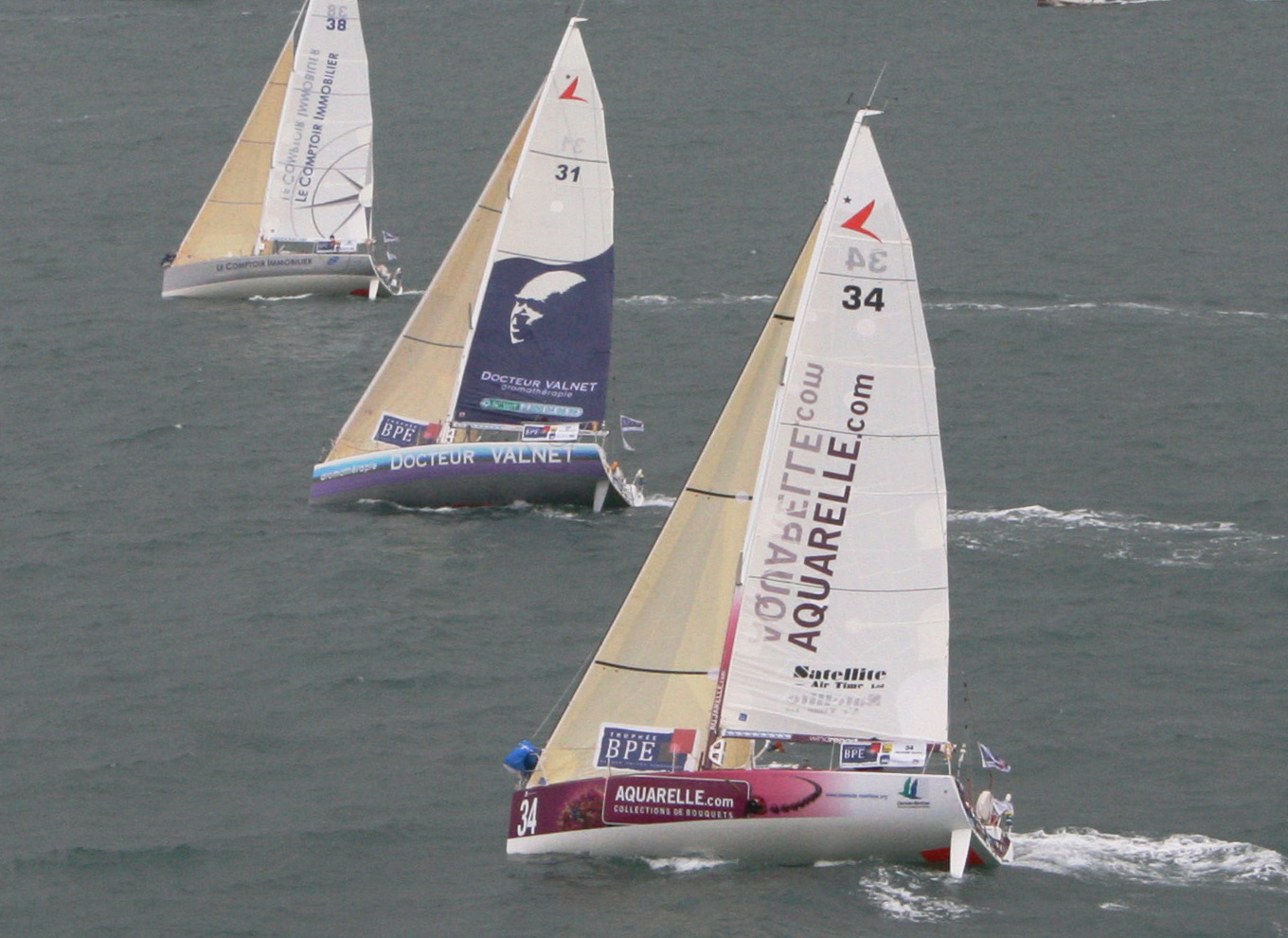
La barca Figaro Bénéteau II utilizzata nella Transat AG2R

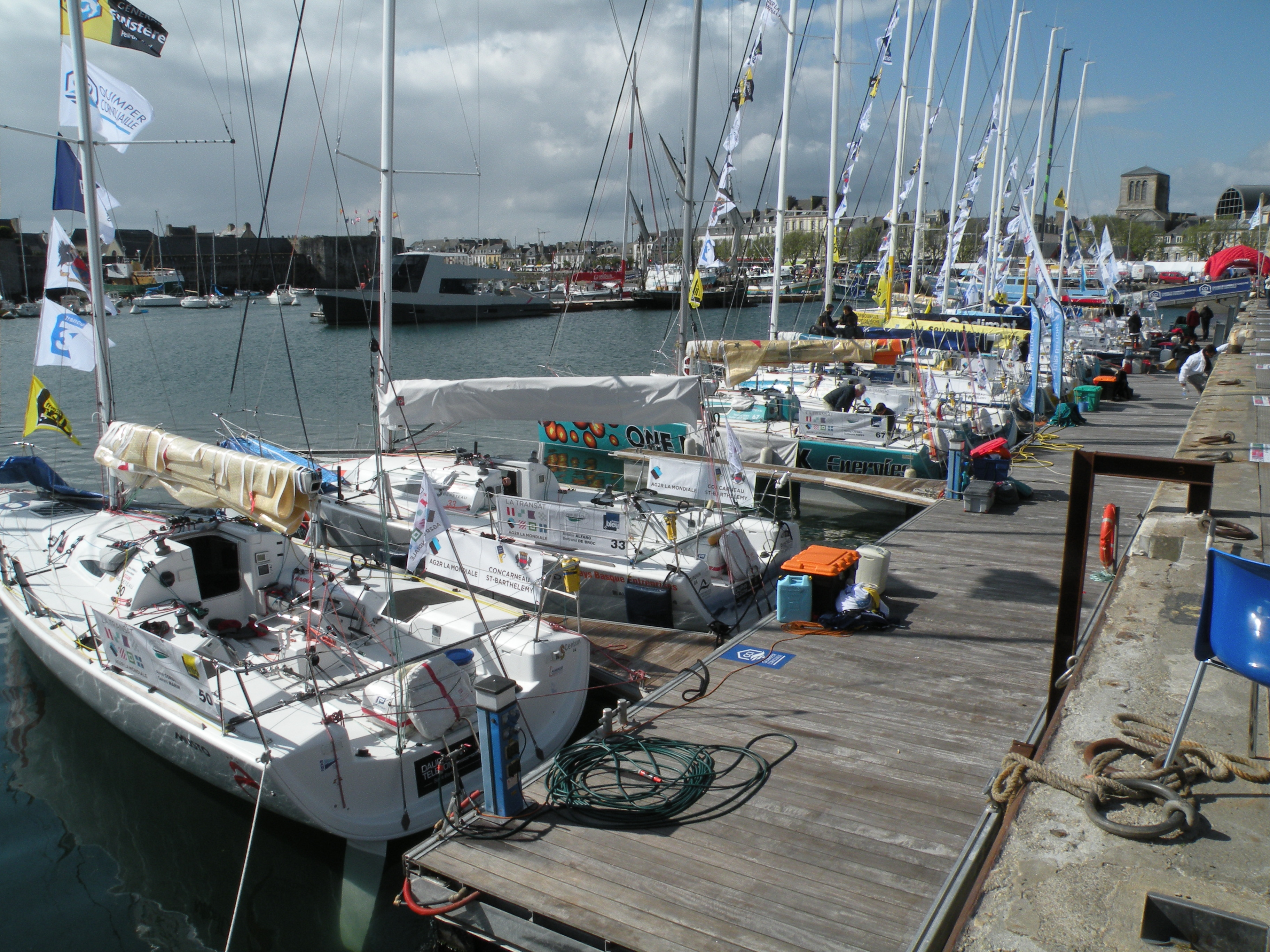
Le barche della Transat AG2R del 2012

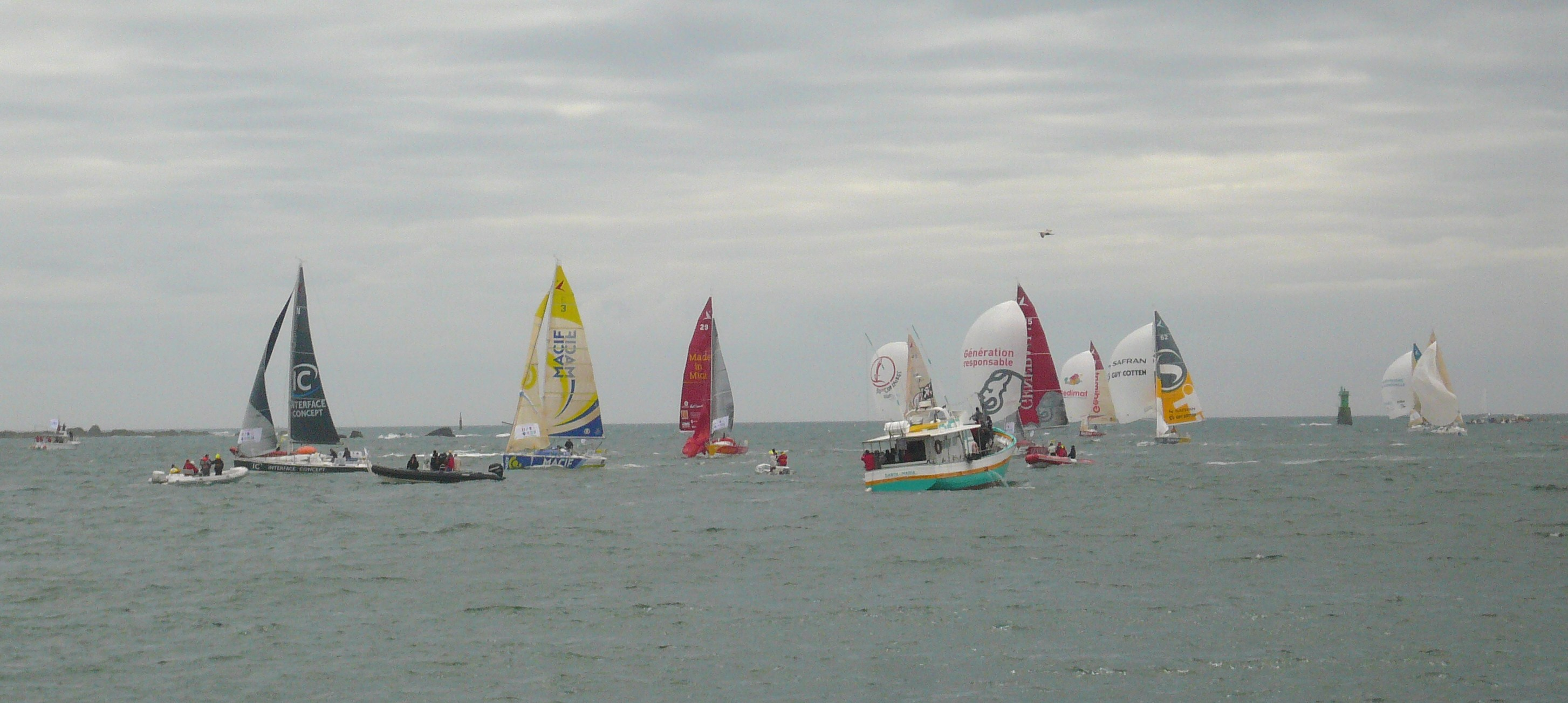
Le barche della Transat AG2R del 2014

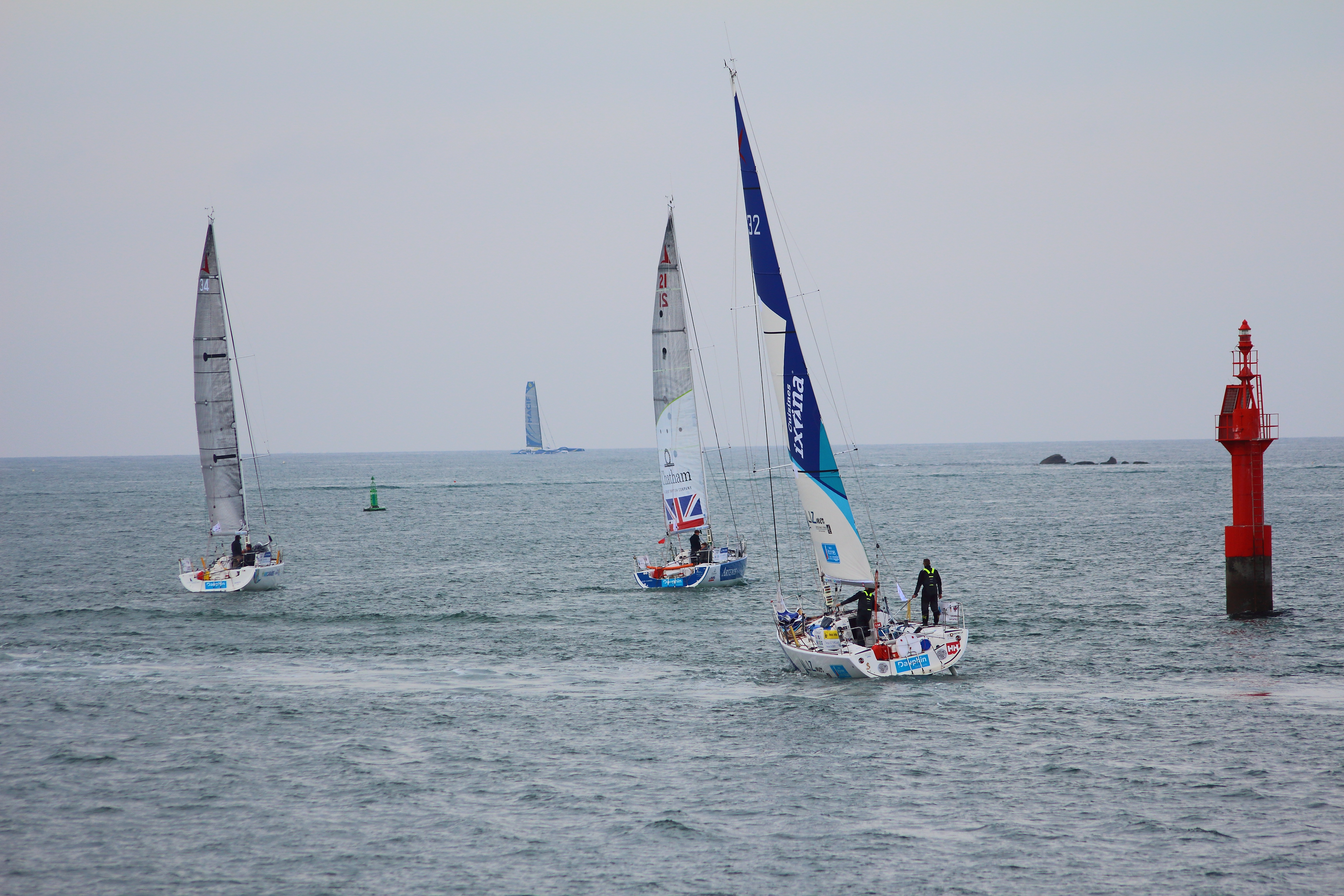
Le barche della Transat AG2R del 2016

La Transat AG2R LA MONDIALE (in precedenze chiamata Transat' Lorient-St-Barth' ) è una corsa velica transatlantica in coppia e senza scali creata nel 1992.

## Percorso
Fino al 2004, la corsa partiva da Lorient (in Bretagna) e l'arrivo era a Gustavia (a Saint-Barthélemy), in due tappe e con uno scalo nell'arcipelago di Madera; solo nella prima edizione (nel 1992), la tappa fu nelle Canarie.
Dal 2006 la partenza è data a Concarneau (in Bretagna) e l'arrivo è a Gustavia (a Saint-Barthélemy), con un passaggio obbligato davanti Porto Santo nell'arcipelago di Madera; nel 2010 il passaggio fu alle Canarie.

## Classi veliche
La classe scelta per la corsa fu la Figaro Bénéteau (attualmente chiamata Figaro Bénéteau I) disegnata dal groupe Finot e Jean Berret.
Dal 2003, la barca utilizzata è la Figaro Bénéteau II, progettata da Marc Lombard, una versione modernizzata è più potente della precedente.

## Edizioni
Palmares
- 1992 : Jacques Caraès e Michel Desjoyeaux in 24 g 08 h 40 min
- 1994 : Jean Le Cam e Roland Jourdain in 20 g 20 h 34 min
- 1996 : Alain Gautier e Jimmy Pahun in 24 g 11 h 54 min
- 1998 : Bruno Jourdren e Marc Guessard in 22 g 14 h 24 min
- 2000 : Karine Fauconnier e Lionel Lemonchois in 27 gj 09 h 50 min
- 2002 : Hervé Laurent e Rodolphe Jacq in 22 g 13 h 06 min
- 2004 : Armel Le Cléac'h e Nicolas Troussel in 20 g 08 h 49 min
- 2006 : Kito de Pavant e Pietro d'Ali in 19 g 22 h 24 min
- 2008 : Laurent Pellecuer e Jean-Paul Mouren in 22 g 19 h 14 min
- 2010 : Armel Le Cléac'h e Fabien Delahaye in 22 g 16 h 59 min 11 s
- 2012 : Gildas Morvan e Charlie Dalin in 22 g 08 h 55 min 00 s
- 2014 : Gwénolé Gahinet e Paul Meilhat in 22 g 06 h 17 min 59 s
- 2016 : Thierry Chabagny e Erwan Tabarly in 22 g 01 h 06 min 53 s[2] · [3]
- 2018 : Adrien Hardy e Thomas Ruyant in 18 g 11 h 48 min 22 s[4]